# Coregonus ussuriensis
Coregonus ussuriensis és una espècie de peix de la família dels salmònids i de l'ordre dels salmoniformes.

## Morfologia
Els mascles poden assolir 60 cm de llargària total i 1.200 g de pes.

## Distribució geogràfica
Es troba al territori de l'antiga URSS i la Xina.

## Longevitat
Viu fins als 10 anys.